# Марчелло Фоголіно
Марчелло Фоголіно (італ. Marcello Fogolino; 1483, Віченца — 1558) — італійський художник першої половини XVI століття.

## Біографія за документами
Точної дати народження художника не збережено. Зазвичай рік його народження розміщають між 1483 та 1488 роками. Місцем народження вважають Віченцу.
Батько теж був провінційним художником, тому перші художні навички отримав у майстерні батька. Достеменних відомостей про навчання не збережено. Але сам митець стверджував, що працював вісім років у Венеції. Про його навчання у венеційських художників свідчать і його твори, чимось близькі до творів Вітторе Карпаччо та Джованні Белліні і митців, близьких до майстерні Белліні.
До ранніх творів художника відносять релігійні образа, створені для собору в місті Порденоне.

## Звинувачення в убивстві і втеча з Венеції

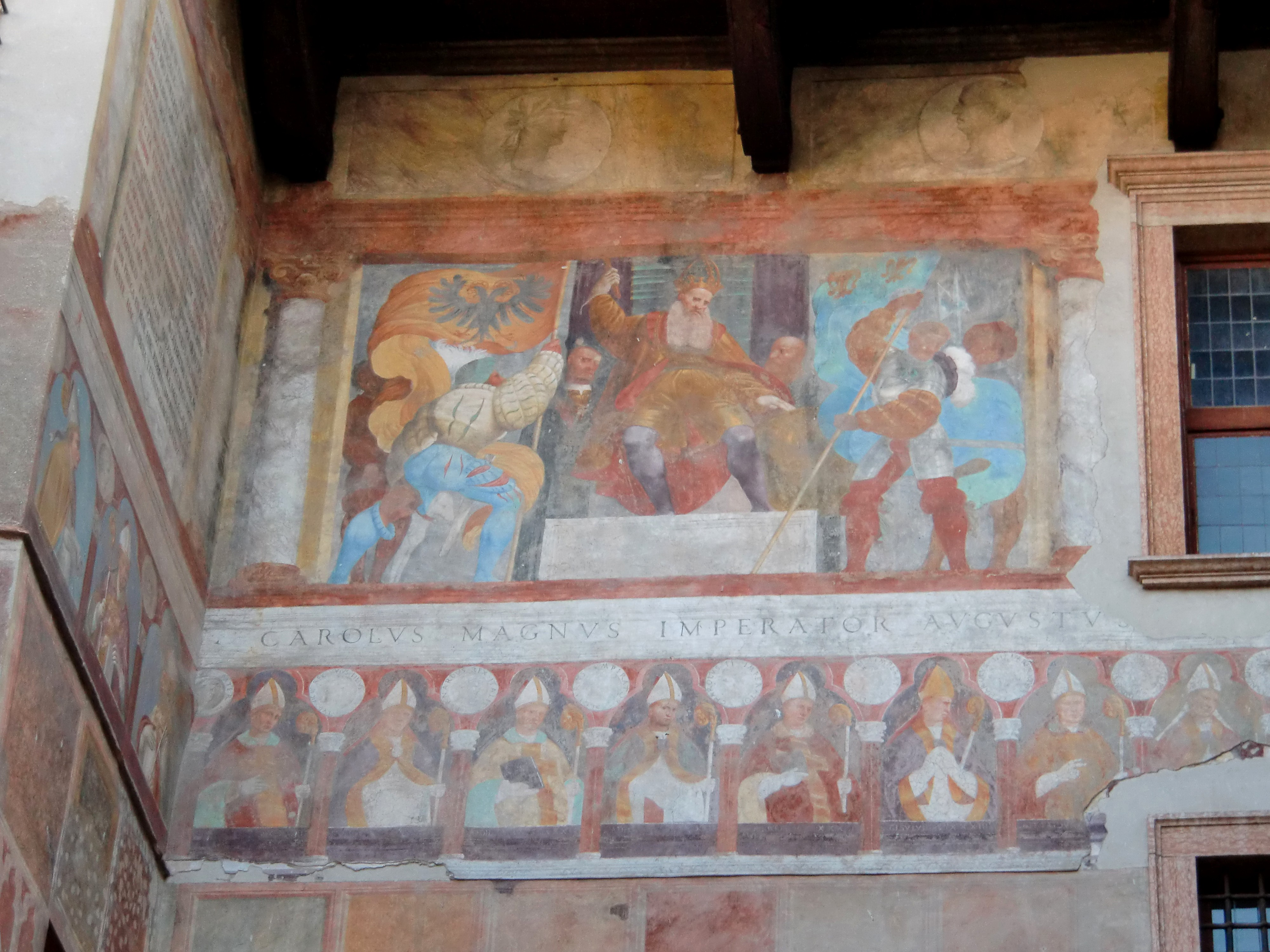
Марчелло Фоголіно. «Карл Великий на троні», фреска, двір палацу Буонконсільйо, Тренто.

1526 року Марчелло та його брат були звинувачені у скоєнні убивства якогось перукаря. За тогочасним законом вони підлягали покаранню або вигнанню з територій Венеційської республіки. Брати втекли з Венеції та декотрий час перебували в скрутному фінансовому стані через нестачу замов.
1527 року брати зупинились в місті Тренто. Їх покровителем у місті став князь-єпископ Бернардо Клез, що гарантувало їм безпеку в обмін на шпигунство на користь Венеції. Звинувачення з братів не знімали, але кожного разу відновлювали патент на співпрацю агентами. В Тренто братів задіяли в створенні фресок в замку-палаці Буонконсільйо. Праця в місті розтяглася на роки і вони створили фрески також у інших палацах міста Левіко-Терме, серед котрих палац Кавалезе, палац Клез, палац Тобліно.
Марчелло та його брат були відкриті до новацій у венеційському живопису та до впливів від талановитих художників Півночі Італії, серед котрих називають, Доссо Доссі, Баттіста Доссі, Джироламо Романіно. Праця над створенням декоративних фресок в палаці єпископа Роверела (в Асколі-Пічено) свідчить, що про талановитого художника знали. Єпископ Роверела міг зустріти Марчелло Фоголіно у Тренто під час праці того над фресками в палаці Буонконсільйо.

## Останні роки і смерть
У 1540-ві роки Марчелло Фоголіно працював для нового єпископа Христофора Мадруццо. Останній вибудував заміську резиденцію, каплицю котрої і декорував немолодий вже художник. Резиденція була зруйнована. Частка фресок художника була врятована і передана у Музей природничих наук Тренто.
Тренто був розташований на перетині німецьких та італійських художніх впливів. Про талановитого митця з Тренто довідались у місті Інсбрук. В архівах знайдено листа від 1558 року з запрошенням на працю для Марчелло Фоголіно у Інсбрук для декорування імператорського палацу. Ймовірно, що художник до цього року помер, а це остання згадка про митця в архівах.

## Вибрані твори (перелік)
- «Поклоніння волхвів», Венеція
- «Мадонна з немовлям і святими», до 1520 р., Державний музей (Амстердам)
- «Мадонна з немовлям і святими», Берлін
- Трійця католицьких святих, собор, Порденоне
- Мадонна з немовлям, св. Анною і святими, собор, Тренто
- Фрески в палаці Буонконсільйо, Тренто
- Фрески в палаці єпископа Роверела
- Фрески в палаці Сльва
- Фрески в палаці Кавалезе
- Фрески в палаці Тобліно
- Фрески в палацовій каплиці в Брессаноне
- вівтарні картини для церков у містах Калавіно, Пово, Каневе, Сарданья
- Пределла зі стигматами святого Франциска (Фоголіно), Берлін

## Вибрані твори (галерея)

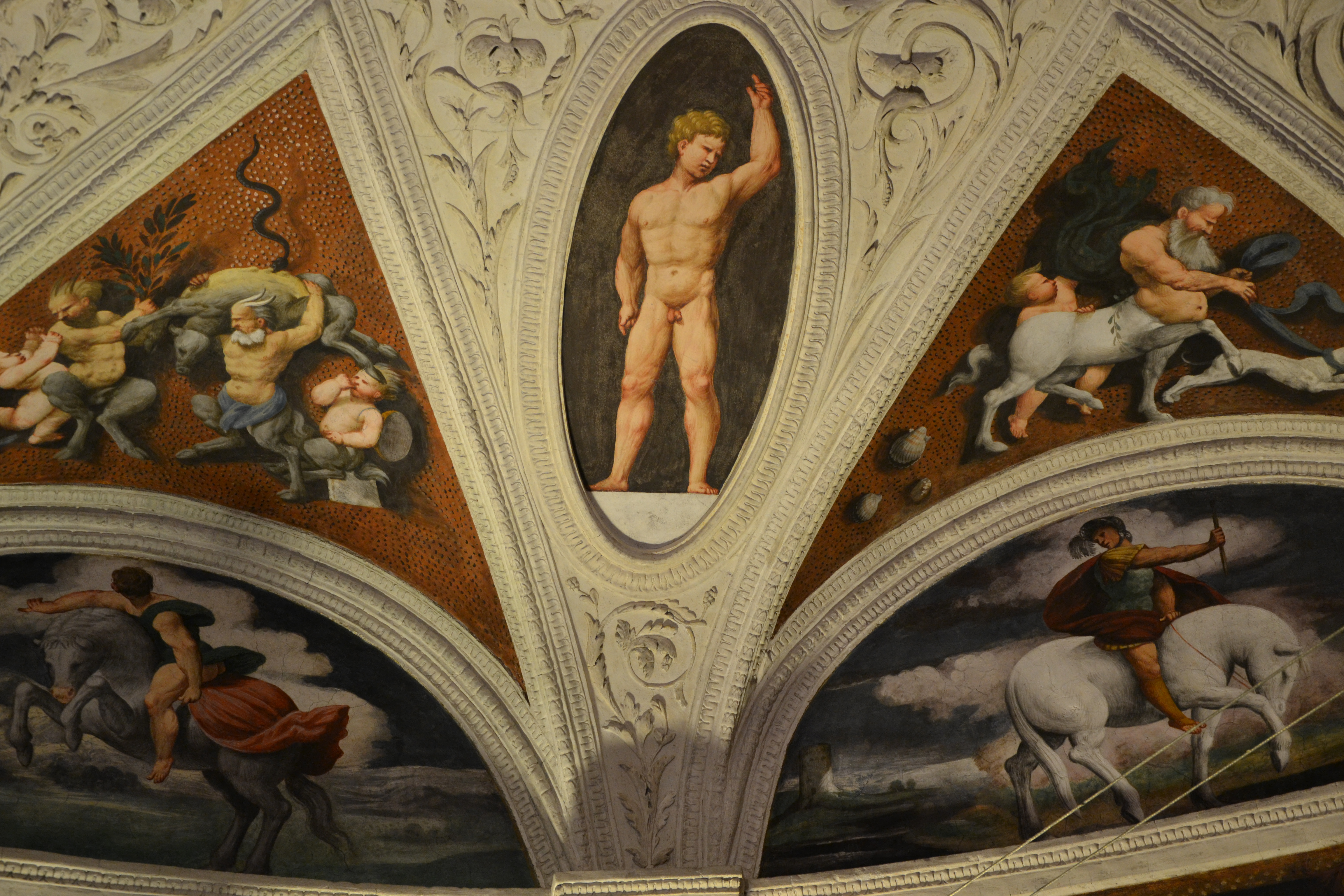
Декоративні фрески в палаці Буонконсільо.

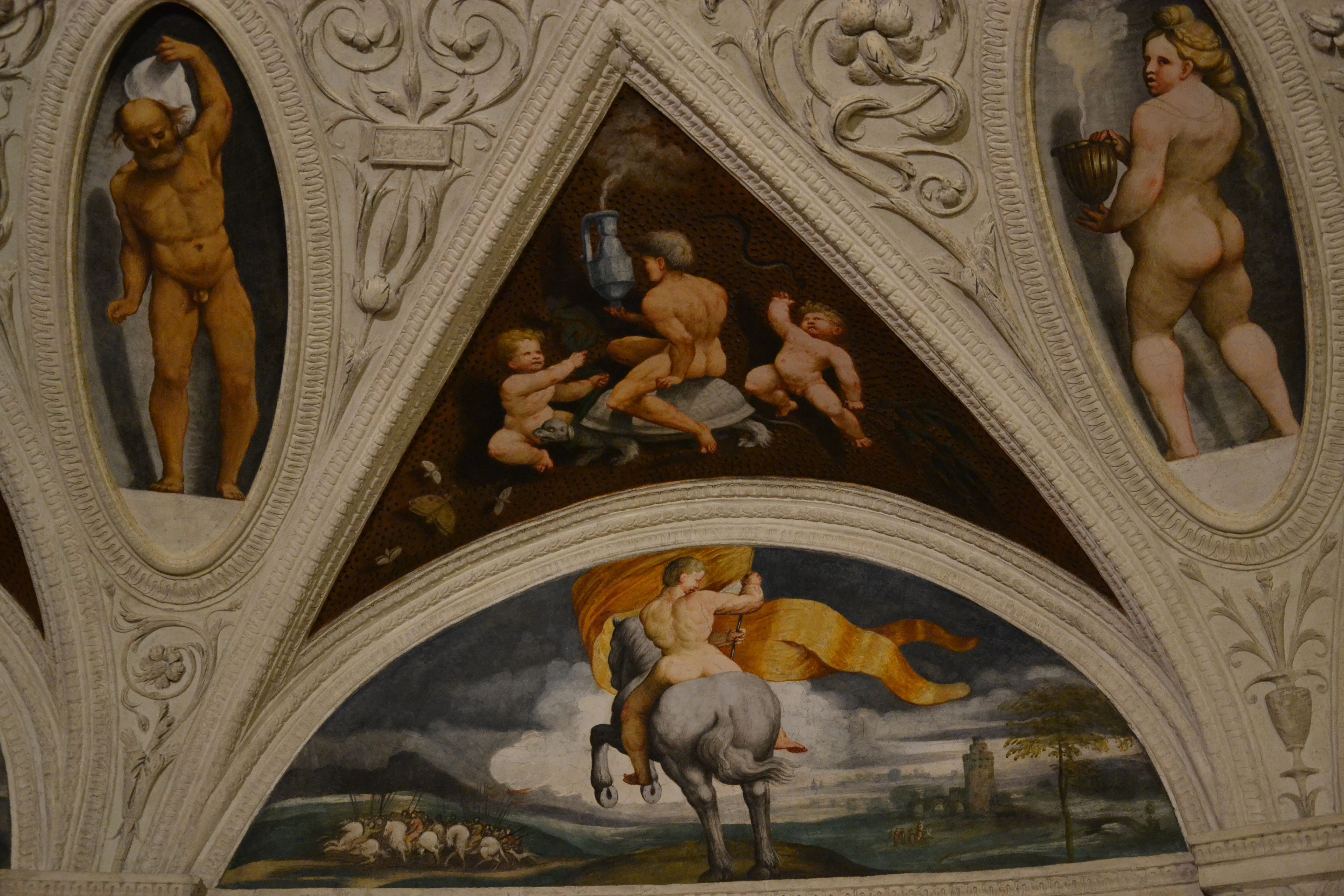
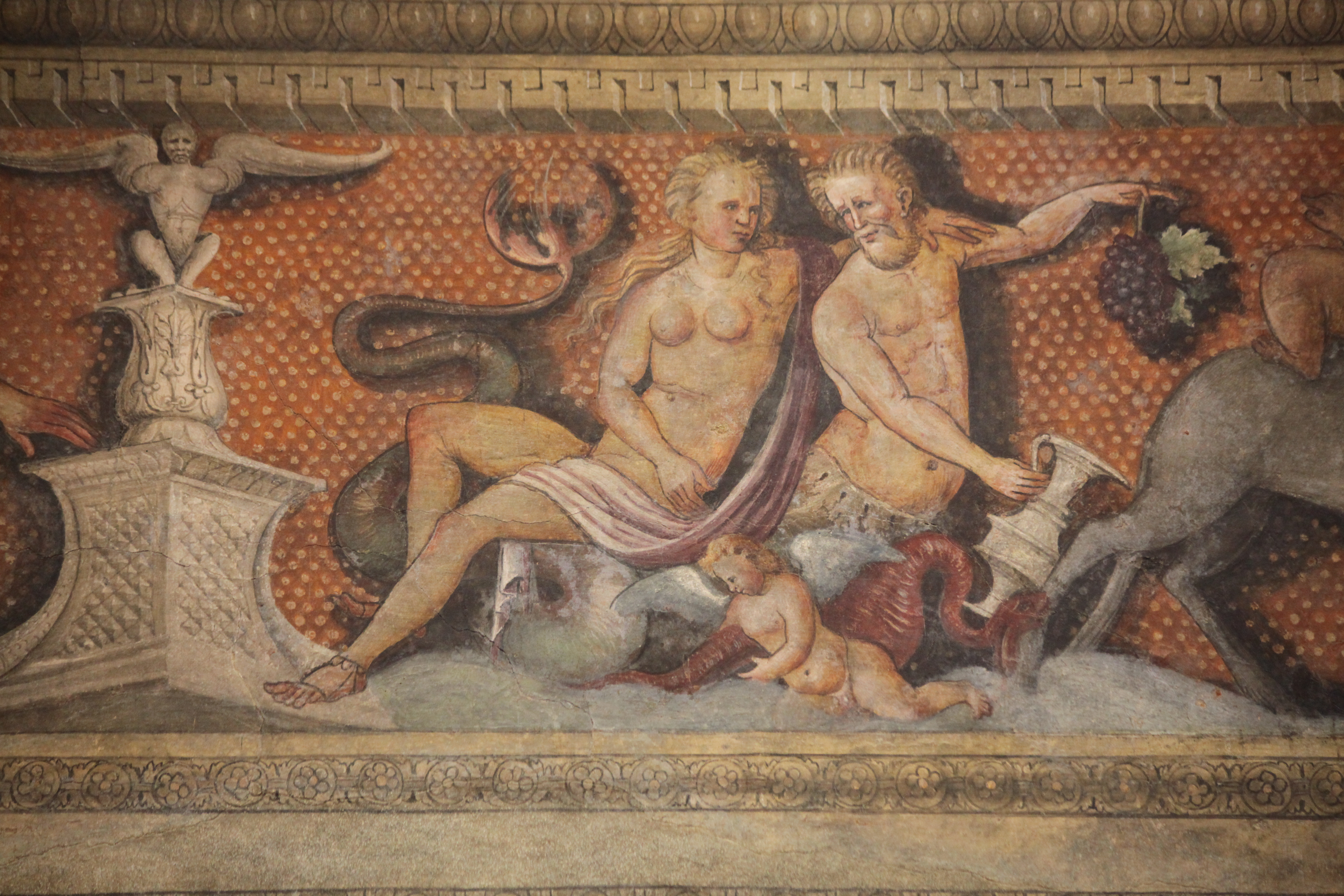
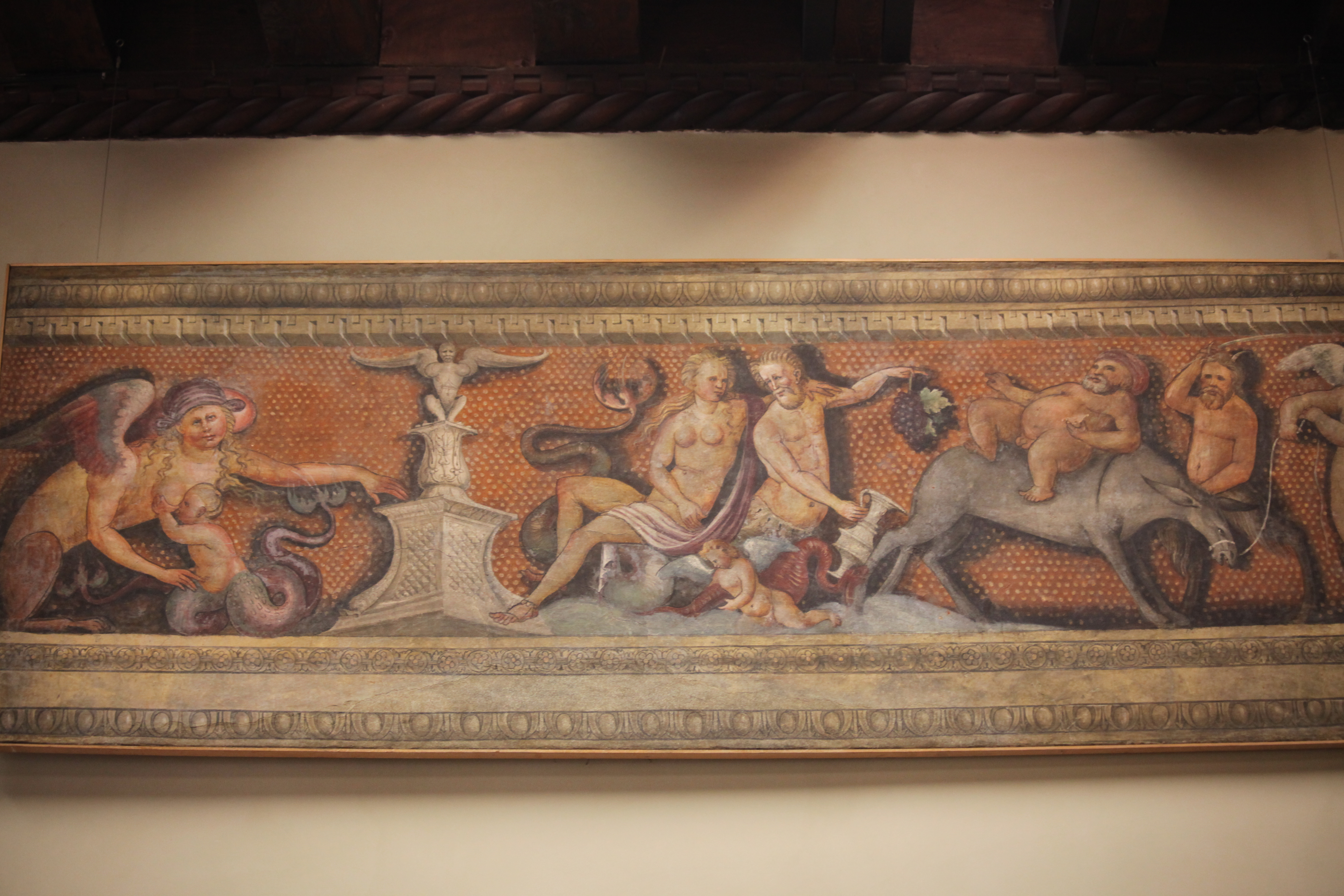
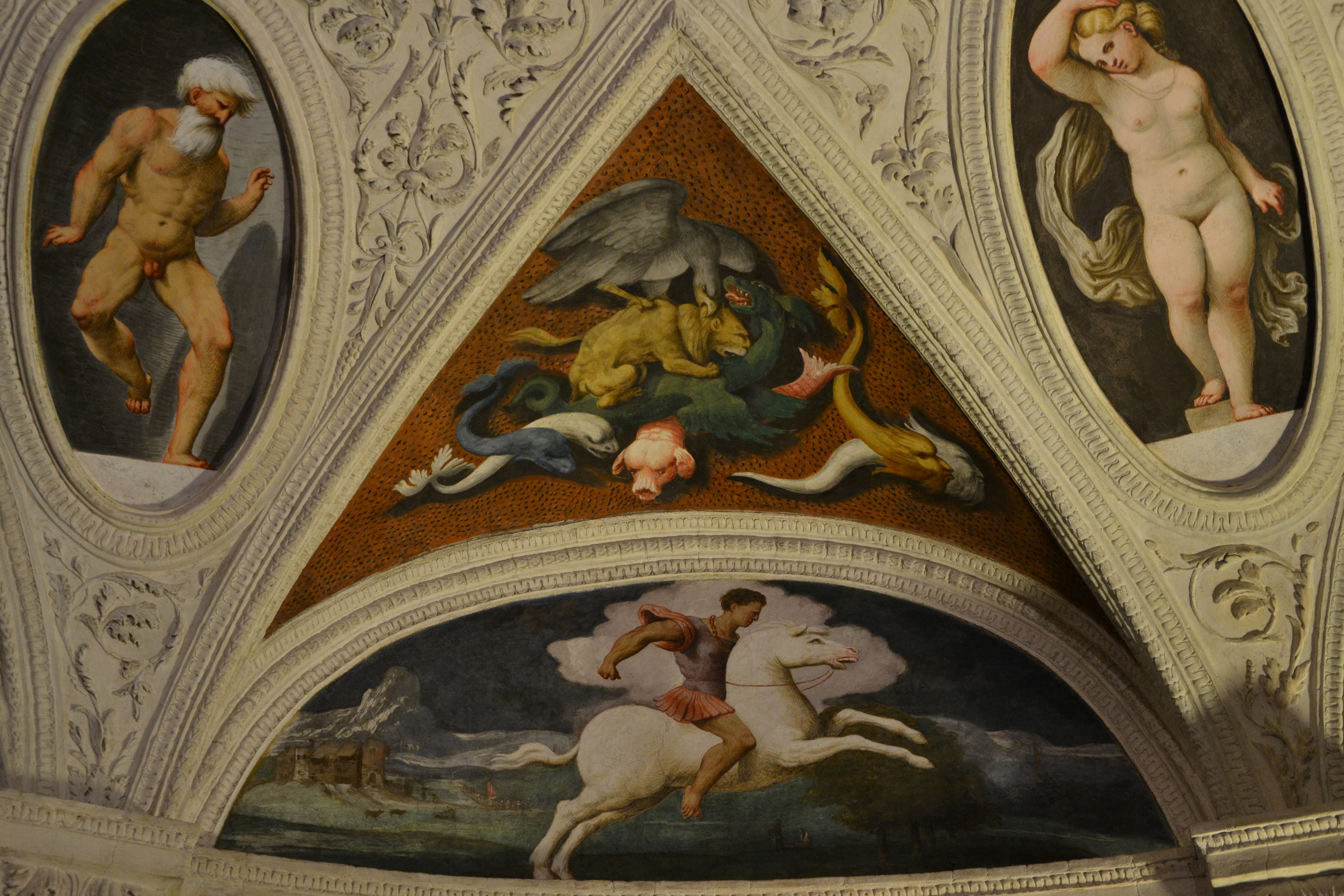